# Dag Tigerschiöld
Dag Johan Magnus Hugo Tigerschiöld, född 12 januari 1942 i Djursholm, död 18 augusti 2014 i Lidingö, var en svensk finansman.  

## Biografi
Dag Tigerschiöld var son till Allan Magnus Hugo Tigerschiöld (1891–1975)  och Inger Maria Louise Hesselman (1907–1992), samt sonson till ämbetsmannen och skalden Hugo Tigerschiöld (1860–1938). Han arbetade på Gränges och på Industrivärden, innan han började med egen aktieförvaltning. Han var bland annat styrelseordförande och huvudägare i det börsnoterade investmentbolaget Skanditek. 
Han bedömdes 2007 tillhöra Sveriges 136 miljardärer..
Han var gift i första äktenskapet med Madeleine Kristina Belfrage (född 1949) 1986–94 och i andra äktenskapet från 1986 med Eva af Kleen (född 1962). Han var far till Patrik Tigerschiöld. Dag Tigerschiöld är begravd på Lidingö kyrkogård.